# Shawn Rice
Shawn Rice (5 de abril de 1980) es un deportista estadounidense que compitió en tiro con arco, en la modalidad de arco recurvo. Ganó dos medallas de bronce en el Campeonato Mundial de Tiro con Arco en Sala de 2007, en las pruebas individual y de equipo.

## Palmarés internacional
| Campeonato Mundial en Sala | Campeonato Mundial en Sala | Campeonato Mundial en Sala | Campeonato Mundial en Sala |
| Año                        | Lugar                      | Medalla                    | Prueba                     |
| -------------------------- | -------------------------- | -------------------------- | -------------------------- |
| 2007                       | Esmirna (Turquía)          | Medalla de bronce          | Individual                 |
| 2007                       | Esmirna (Turquía)          | Medalla de bronce          | Equipo                     |